# Московски мост
Московски мост, познат и као Пешачки мост у Подгорици је пешачки мост у Подгорици преко реке Мораче.

## Опште информације
Мост је отворен 19. децембра 2009. године,  а метална конструкција моста је поклон града Москве грађанима Црне Горе, па је зато назван „Московски мост”. Дугачак је 105 метара, а његова изградња је коштала око 2,2 милиона евра. Мост спаја најфреквентнију улицу једног дела Мораче, Херцеговачку са другим делом града. Иновативног је дизајна, а на њему се налази неколико дрвених клупа и настрешница. Мост води до дела обале Мораче где се налази и споменик Владимиру Висоцком, руском певачу, песнику, позоришном и филмом глумцу и књижевнику.
Свечано су га отворили 19. децембра 2009. године тадашњи председник Црне Горе Филип Вујановић, градоначелник Подгорице Миомир Мугоша и Алексеј Александров, начелник Централног административног округа Москве.